# Anne L'Huillier
Anne L'Huillier (Paris, 1958) é uma física francesa e professora de física atômica na Universidade de Lund, na Suécia. Ela lidera um grupo de física de attossegundos que estuda os movimentos dos elétrons em tempo real, que é usado para entender as reações químicas no nível atômico. Em 2003, ela e seu grupo bateram o recorde mundial com o menor pulso de laser de 170 attossegundos. Em 2023, juntamente com Pierre Agostini e Ferenc Krausz, ganhou o Prêmio Nobel de Física.